# Gabriel Trifu
Gabriel Trifu (Bukurešt, Rumunjska, 14. travnja 1975.) je bivši rumunjski tenisač. Tijekom jedanaest godina duge karijere, osvojio je jedan turnir u igri parova.

## Karijera

### Teniska karijera
Trifu je profesionalnim tenisačem postao 1994. godine a svoj prvi a ujedno i jedini ATP naslov osvojio je 1998. Tada je na domaćem turniru u Bukureštu osvojio Romanian Open zajedno sa sunarodnjakom Andrejom Pavelom. Tijekom karijere trenirali su ga Jan Dewitt i Christian Fust.

### Reprezentativna karijera
Na reprezentativnj razini, Trifu je za Rumunjsku nastupao na Olimpijadi u Sydneyju gdje je s Pavelom izgubio već na samom početku od indijskog para Bhupathi - Paes.
Osim Olimpijade, Gabriel je nastupao i za Davis Cup reprezentaciju u kojoj je ostvario skor 7-12.

## ATP finala

### Parovi (1:0)
| Ishod   | Datum           | Turnir              | Podloga | Partner      | Protivnici                 | Rezultat           |
| ------- | --------------- | ------------------- | ------- | ------------ | -------------------------- | ------------------ |
| Pobjeda | 21. rujna 1998. | Bukurešt, Rumunjska | zemlja  | Andrei Pavel | George Cosac Dinu Pescariu | 7–6(7–2), 7–6(7–4) |

## Vanjske poveznice
- Profil tenisača na ATP World Tour.com